# Atún y chocolate
Atún y chocolate es una película española dirigida por Pablo Carbonell en 2004, y  protagonizada por Antonio Dechent, María Barranco, Rosario Pardo, Cesáreo Estébanez, Pedro Reyes, Pablo Carbonell y Andrés Rivera. Fue rodada en el municipio gaditano de Barbate.

## Sinopsis
Tres pescadores barbateños, Manuel (Pablo Carbonell), un hombre bueno al que apodan "Nadando con Chocos"; el Perra (Pedro Reyes), su amigo fiel, y El Cherif (Antonio Dechent), un paria iracundo y orgulloso, intentan sobrevivir como pueden a pesar de la crisis pesquera que vive la costa gaditana. Un día Manolín (Andrés Rivera), el hijo de Manuel, llega a casa con un problema más: quiere hacer la primera comunión. Algo que provocará más de una sorpresa. Primero porque no está bautizado y segundo porque sus padres ni siquiera están casados. Contagiados por la ilusión de su hijo, María y Manuel deciden ordenar su vida y casarse. María lo organiza todo: arregla con el singular cura del pueblo (Paco Vegara) para que oficie la ceremonia, busca los trajes, invita a los vecinos... Pero claro, no hay boda sin convite. Y eso cuesta dinero. ¿Cómo conseguirlo? De eso se va a encargar Manuel, que hará lo que sea para que su familia sea feliz, incluso la imposible tarea de robar un atún destinado a los japoneses. Un acto de amor del que serán cómplices todos los amigos del pueblo.

## Curiosidades
La película fue grabada por un trabajo escolar de la zona

## Premios
- 2004: Festival de Málaga: Mejor actor (Pablo Carbonell)
- 2005: Nominación a Premio Goya al mejor actor revelación (Pablo Carbonell)

## Reparto
| Intérprete                           | Personaje                          |
| ------------------------------------ | ---------------------------------- |
| Pablo Carbonell                      | Manuel                             |
| María Barranco                       | María                              |
| Pedro Reyes                          | El Perra                           |
| Antonio Dechent                      | El Cherif                          |
| Andrés Rivera                        | Manolín                            |
| Rosario Pardo                        | Juani                              |
| María Alfonsa Rosso                  | Doña María                         |
| Cesáreo Estébanez                    | Don Paco                           |
| Esther Arroyo                        | Suripanta 1                        |
| Begoña Labrada                       | Suripanta 2                        |
| Paco Vegara                          | Cura                               |
| 'Biri' Mohamed Abbelatin             | Omar                               |
| José Francisco 'Chuna' Jiménez       | Paco "El Tarugo"                   |
| Francisco Javier 'Curro' Bonilla     | El Pijama                          |
| Enrique Martín                       | El Largo                           |
| Manuel 'Cherif de la Zarzuela' Núñez | Guardia Civil 1                    |
| Jimmy Roca                           | Guardia Civil 2                    |
| Mercedes Carbonell                   | Sra. del Bazar                     |
| Carlota Carbonell                    | Gracia Kelly                       |
| Nuria Carbonell                      | Mujer que grita bingo              |
| Roberto Enosjo                       | El sueco                           |
| Manuel Nebreda                       | Anciano enamorado                  |
| María Dolores González               | Anciana enamorada                  |
| Tito Alcedo                          | Músicos del sarao: Tocaor 1        |
| Juanma 'El Churrero' Utreta          | Músicos del sarao: Tocaor 2        |
| Ramón 'El Golfo' Heredia             | Músicos del sarao: Pamero 1        |
| Jesús Romero                         | Músicos del sarao: Pamero 2        |
| Juan Fco. 'Cañejo' Rodríguez         | Músicos del sarao: Cajón           |
| Juana 'Tía Juana' Heredia Monzorro   | Juana 'Tía Juana' Heredia Monzorro |
| José Tirado Caro                     | Camarero "El Churrero"             |
| José Gallardo Acuña                  | Farmacéutico                       |
| José Francisco Jiménez               | Gusarapa                           |
| Francisco Rodríguez                  | Meketrefe                          |
| Francisco Jesús Trujillo             | Ganso                              |
| Manuel Manzorro Fuentes              | Camarero del tablao                |
| José Pérez Narváez                   | Ropasanta                          |
| Daniel Assante                       | Motorista 1                        |
| Isaac Trujillo                       | Motorista 2                        |
| José Luis Gómez                      | Motorista 3                        |
| Fernando Martínez del Cerro          | Windsurfista                       |
| Mario Heredia Sánchez                | Hijo Juani                         |
| María Luisa Martín Martín-Peralta    | Mujer Ropasanta                    |
| Laura Pérez Vení                     | La sueca                           |